# Хелмут Њутон
Хелмут Њутон (Берлин, 31. октобар 1920 — Вест Холивуд, 23. јануар 2004) је био немачки уметнички фотограф. Светску славу достигао је 1970. године док је радио за француски Вог. Он је чувен по својим гламурозним фотографијама, такође упадљивим, често и контроверзним сценаријима које је одабирао за своје моделе. На његовим фотографијама жене су моћне, сексуални предатори и на располагању.
Већина Њутонових радова фотографисано је на улицама или у ентеријерима, ретко у контролисаном окружењу студија. Био је инспирисан Ериком Саломоном. Инспирацију је добио у дневним новинама, реалном животу и папараци фотографијама. Најупадљивије у његовом раду је могућност да унапред испланира фотографију да изгледа свеже и динамично.
Године 1990. награђен је „Гранд При Национал“ наградом за фотографе, 1992. године добио је признање од стране немачке владе „Дас Гросе Вердинсткројц“ за допринос немачкој култури. Погинуо је 23. јануара 2004. године у саобраћајној несрећи.